# Гипердрама
Гипердрама — драматическое представление, создаваемое драматическими сценариями, написанными гипертекстом. Спектакль известен своим разделённым повествованием со сценами, которые разветвляются, чтобы играть одновременно в расширенном пространстве. Зрители могут следить за актерами и смотреть сцены по своему выбору каждого человека.
Несколько университетов добавили изучение гипердрамы в свои исследования гипертекста и электронных средств массовой информации, в том числе Виргинский университет, Тункисский бщественный колледж и Нью-Йоркский университет.

## Описание
Согласно Астрид Энслин в ее книге «Канонизирующий гипертекст» (Континуум, Лондон, 2007), термин «гипердрама» был придуман гипердраматистом и теоретиком Чарльзом Димером, который понимает «традиционную драму как особый случай гипердрамы» (стр. 27)». Энслин помещает одноактную гипердраму Димера «Последняя песня Виолеты Парры» в канон «гипертекста первого поколения».

Ханна Рудман, которая написала книгу «Бедетель: гипердрама» в 1998 году вместе с Билли Смартом, описывает форму следующим образом:
«Гипердрама — это пьеса, написанная гипертекстом, которая исполняется как набережная и реализуется на нескольких уровнях. Сцены происходят одновременно по всему исполнению. В гипердраме есть пять разных мест, где происходит действие. Сценарии для разных мест разделены на уровни, которые представляют собой промежуток времени произведения (около 45 минут в режиме реального времени). Все персонажи и места в гипердраме имеют одинаковое значение. Как читатель, вы можете следовать по пути одного персонажа через пьесу, нажав на их гипертекстовые ссылки; прочитать все отдельные сценарии линейным образом; или исследовать гипердраму более случайным образом, переключаясь между комнатами через горячие ссылки».
Обсуждение гипердрамы включено в книгу «Театр в киберпространстве» (Питер Лэнг, 1999): 
«практики театра увеличивают свою возможную аудиторию с помощью онлайн-технологий, пытаясь узнать, как представить театр интерактивным, но не телесным способом. Также увлекательно то, как преподаватели и практики могут сотрудничать, создавая онлайн-пространства производительности, которые могут быть адаптированы для преподавания, и создавая методы онлайн-обучения, которые могут быть адаптированы для производительности. В этом томе эссе представлена информация от некоторых пионеров в области театра киберпространства, которые пишут о своих работах как в теоретическом, так и в практическом плане, создавая тем самым своего рода «театр и его двойника» для компьютеров и театра».

## Постановки
Димер написал гипердраматическое дополнение «Чайки» Чехова.
В 2009 году Американский репертуарный театр и театральная компания "Punchdrunk" исполнили «Sleep No More», «гипердраматическую пьесу Макбета с жутким чувством Хичкока».
Рассел Андерсон, автор книги «Woyzeck: a Hyperdrama», называет свою пьесу «спектаклем в формате «гипердрамы»: то есть, где несколько элементов исполнения происходят в нескольких местах одновременно».
Тиган Циммерман использует программное обеспечение для презентаций Prezi для изучения «Гипертекста и гипердрамы» и их отношений в Интернете.
Другими примечательными гипердраматическими работами являются «Тамара» Джона Кризана и «Свадьба Тони и Тины».